# Den tänkande lantbrevbäraren
Den tänkande lantbrevbäraren är en dikt av Hjalmar Gullberg, mest känd genom en tonsättning av Gunnar Turesson 1947. 
Visan förekom i filmen Ogift fader sökes från 1953. 

## Fotnoter
1. ↑  Den tänkande lantbrevbäraren Visarkivets webbkatalog
2. ↑  Den tänkande lantbrevbäraren på Svensk Filmdatabas